# Келенфёльд вашуталломаш (станция метро)
«Келенфёльд вашуталломаш» (венг. Kelenföld vasútállomás — железнодорожная станция Келенфёльд)  — станция Будапештского метрополитена. Конечная станция на линии M4 (зелёной), за ней расположено депо Келенфёльд.
Открыта 28 марта 2014 года в составе пускового участка линии M4 «Келенфёльд вашуталломаш» — «Келети пайаудвар».
Находится под площадью Этеле рядом с автовокзалом и железнодорожным вокзалом Келенфёльд. Станция имеет большое транспортное значение, формируя транспортно-пересадочный узел из станции метро, линий наземного транспорта, автовокзала и ж/д вокзала Келенфёльд, на котором делает остановку большинство поездов, следующих от вокзала Дели (Южного).

## Наземный транспорт
Автобусы: 8E, 40, 40B, 40E, 53, 58, 87, 88, 88A, 101B, 101E, 103, 108E, 141, 150, 153, 154, 172, 173, 187, 188, 188E, 250, 250B, 251, 251A, 272, 901, 907, 918; трамваи: 1, 19, 49.